# Каленское
Кале́нское (укр. Каленське) — село на Украине, основано в 1570 году, находится в Коростенской городской общине Житомирской области. Расположено на реке Моства.
Население по переписи 2001 года составляло 469 человек. Занимает площадь 2,936 км².